# 光取寺
光取寺（こうしゅじ）は、東京都品川区にある浄土宗の寺院。

## 概要
1624年（寛永元年）、向誉知童によって開山された。元々は「慶安寺」という名称で、江戸西久保に位置していたが、1634年（寛永11年）麻布狸穴町に移転し、1661年（寛文元年）に現在地に移転した。その際に「光取寺」に改称した。境内には白金台の瑞聖寺付近にあった「直指院（じきしいん）」という廃寺にあった石仏や塔などが置かれている。

## 墓所
- 陣幕久五郎（大相撲力士、第12代横綱）

## 交通アクセス
- 白金台駅より徒歩7分。